# Peste de Caragea
La peste de Caragea (en rumano: Ciuma lui Caragea) fue una epidemia de peste bubónica que se produjo en Valaquia, principalmente en Bucarest, en los años 1813 y 1814. Coincidió con el gobierno del príncipe fanariota John Caradja.

## Origen
Cuando Caradja llegó a Bucarest en 1812 después de ser nombrado príncipe, la plaga ya reclamaba víctimas en Estambul, la capital otomana. Un hombre en el séquito de Caradja enfermó y murió. Se alega que esta fue la fuente de la peste en Valaquia, aunque la siguiente muerte reportada por la peste en Valaquia ocurrió en junio de 1813.
La plaga era esperada y en enero de 1813, Caradja fundó dos hospitales de cuarentena, uno en Teleorman y otro en el condado de Giurgiu.

## Brote
Hubo informes de personas con la peste en las calles de Bucarest ya en abril, pero la primera muerte atribuida a la peste bubónica fue el 11 de junio de 1813 en Văcăreşti. Se estableció la cuarentena, las puertas de la ciudad de Bucarest fueron cerradas y todas las carreteras desde Văcăreşti hasta Dealul Spirii fueron custodiadas para evitar que alguien entrara en la ciudad sin permiso.
Los secretarios del gobierno y los sacerdotes tuvieron que revisar cada casa en busca de personas infectadas por la peste, todos los extranjeros y no residentes fueron expulsados de la ciudad, y los mendigos fueron enviados a monasterios a las afueras de Bucarest. El dinero que provenía de los condados donde se propagó la plaga (Ilfov, Vlaşca, Teleorman y Olt) tuvo que lavarse en vinagre y el número de sepultureros se incrementó a 60.
A pesar de ello, la plaga continuó extendiéndose, principalmente debido a la falta de atención médica calificada. Los libros de registro de julio de 1813 del gobierno valago muestran que la mayoría de los decretos estaban relacionados con la peste. Entre las restricciones, las reuniones en pubs y cafeterías estaban prohibidas, el alcohol sólo se vendía para consumo doméstico. La gente que murió tuvo un simple entierro sin asistentes. Las personas que escondían a los enfermos o a los vendedores ambulantes ("judíos y cristianos") fueron expulsados de la ciudad y sus pertenencias fueron quemadas. En agosto, debido a la propagación de la plaga, se aprobó la solicitud de permitir que la gente huyera de la ciudad, Caradja pidió a los ispravniks que se cuidaran para evitar el contacto con los aldeanos. Para evitar aglomeraciones, los mercados y las escuelas fueron cerrados, la mayoría de los procedimientos judiciales fueron detenidos y las personas en la prisión de los deudores fueron liberadas.
Muchas de las nuevas reglas no fueron respetadas, a pesar de los intentos de los gobernantes, que incluían la difusión de volantes impresos. En agosto, la ciudad quedó casi desierta, con incluso los médicos huyendo, al igual que Caradja, que trasladó su residencia a las afueras de Bucarest a Cotroceni. El cónsul francés dijo que dos tercios de los bucarestes huyeron.
Inicialmente, los enfermos debían ser internados en el hospital Dudeşti (más tarde también Cioplea y Băneasa),pero pronto las 14 salas de cuarentena de la unidad fueron invadidas, y el lugar se convirtió en una simple fosa común.
Las personas con inmunidad a la enfermedad fueron contratadas como funerarias, y caminaron de puerta en puerta para recoger cadáveres. Los cadáveres fueron llevados a las fosas comunes de Dudeşti y enterrados allí. A menudo, las personas moribundas eran tomadas también y enterradas vivas, y a veces golpeadas hasta la muerte. Un escuadrón funerario informó una vez que "recogimos 15 muertos hoy, pero sólo enterramos a 14, porque uno de ellos huyó". A veces, los enfermos con suficiente fuerza se defendían y mataban a los enterradores.
La mortalidad más alta fue en octubre de 1813; los sepultureros ni siquiera podían enterrar a todos los muertos, y muchos de ellos fueron puestos en grandes fosas, que no estaban cubiertas y muchos "fueron comidos por perros y otras bestias". En febrero de 1814, el último mercado todavía abierto, Târgul de Afară (Obor), fue cerrado, pero pronto la gente regresó a la ciudad. En 1818 los hospitales de cuarentena de Plumbuita y Văcăreşti fueron cerrados.

## Número de muertos
Se estima que unas 60 000 personas murieron a causa de la peste en los dos años, entre 20 000 y 30 000 de ellas en Bucarest, lo que supone un gran número, ya que la población de la ciudad en ese momento era de unos 120 000. Según un profesor de la iglesia, los informes de la iglesia dicen que 20.000 murieron en Bucarest en enero de 1814 (excluyendo los enterrados en patios traseros), mientras que el médico personal de Caradja afirmó que entre 25 000 y 30 000 murieron.
Según el censo de 1831 (tomado justo después de otra epidemia de cólera), la población de Bucarest era de unas 60 000 personas.